# Zárate partido
Zárate egy partido Argentína középpontjától keletre, Buenos Aires tartományban. Székhelye Zárate.

## Népesség
A partido népessége a közelmúltban a következőképpen változott:
| Év   | Lakosság |
| ---- | -------- |
| 2001 | 100 450  |
| 2010 | 114 269  |